# 久保尚暉
久保 尚暉（くぼ なおき、1990年8月8日 - ）は、日本の俳優である。
東京都出身。過去にジョビィキッズ (J4) に所属していた。

## 出演

### テレビドラマ
- 土曜ドラマ ライフ（2007年6月30日 - 9月15日、フジテレビ） - 鈴木昌斗 役
- 愛の劇場 家に五女あり（2007年、TBS） - 谷口亮平 役

### CM
- 進研ゼミ高校講座 100題篇・ロッカー篇（ベネッセコーポレーション）
- 実況パワフルプロ野球ポータブル3（コナミデジタルエンタテインメント）